# Regentenstraße 171 (Mönchengladbach)

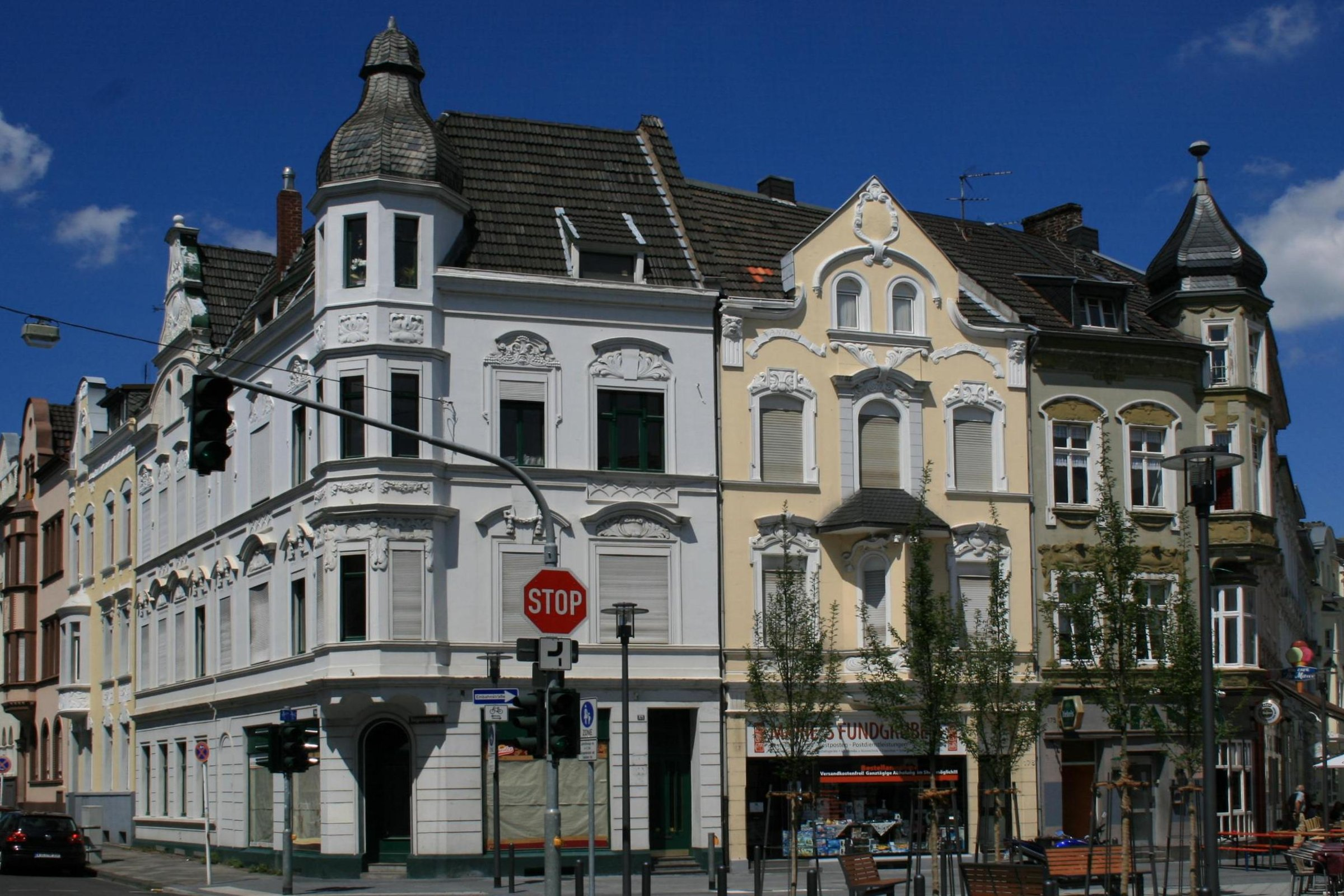
Wohngeschäftshaus (2010)

Das Wohngeschäftshaus Regentenstraße 171 steht im Stadtteil Eicken in Mönchengladbach (Nordrhein-Westfalen).
Das Gebäude wurde 1905/06 erbaut. Es wurde unter Nr. R 031 am 13. September 1988 in die Denkmalliste der Stadt Mönchengladbach eingetragen.

## Lage
Das Wohnhaus Nr. 171 steht im Stadtteil Eicken an der Einmündung Regentenstraße in die Eickener Straße. Zusammen mit den Häusern Nr. 175 und Nr. 173 wird ein Bezug zum Aretzplätzchen gebildet. 

## Architektur
Die beiden Eckobjekte Nr. 175 und Nr. 171 sind an den Ecken durch besondere Erkertürmchen mit Schieferdachhauben betont. Der 1905/06 errichtete Bau ist ein Eck erschlossenes Wohn-Geschäftshaus mit einachsiger Ecklösung. Es zeigt 3:10 Achsen in historischen Stuckfassaden. Als typisches Wohn- und Geschäftshaus der Jahrhundertwende innerhalb eines historischen Ensembles aus städtebaulichen und architektonischen Gründen schützenswert.